# Княжич

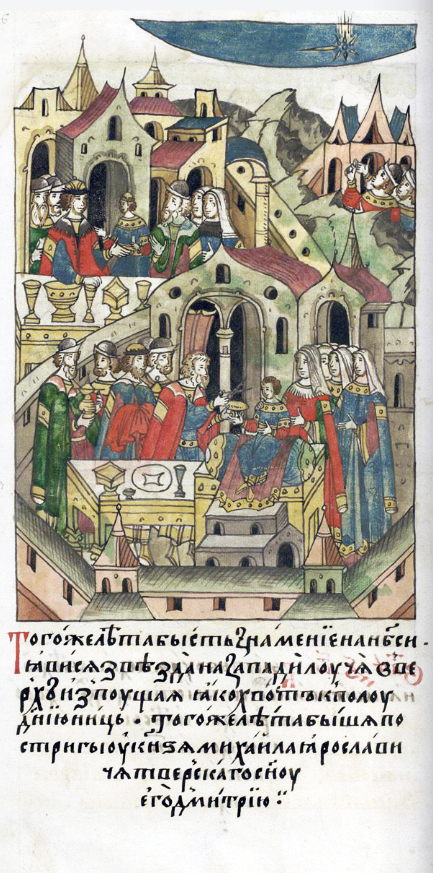
Лицевой летописный свод: «В том же [1302-м] году были пустриги у князя Михаила Ярославича Тверского сыну его Дмитрию».

Кня́жич (устар.) — молодой сын князя (только у славян), не имеющий собственного княжения. Ср. принц.

## Постриги
Ф.Б. Успенский пишет: «Возможно, своеобразным рубежом, после которого княжич приобретал „первую степень“ родовой дееспособности, были постриги и, по-видимому, нередко совмещавшийся с ними в династическом обиходе обряд посажения на коня. Не случайно это событие, подобно свадьбам и княжеским именинам, нередко сопровождалось многочисленным съездом князей-родичей. По-видимому, точный возраст, в котором княжич проходил эти процедуры, не был определен строго. Судя по известным нам случаям, княжичи могли проходить его в возрасте двух-четырех лет, причём многое здесь определялось семейными обстоятельствами. Так, два родных брата Константиновича, Василько и Всеволод, внуки Всеволода Большое Гнездо, проходят этот обряд одновременно, несмотря на разницу в возрасте около двух лет».